# Anton von Petz
Anton Josef Emmerich Maria von Petz (Venitze, 21 gennaio 1819 – Trieste, 7 maggio 1885) è stato un ammiraglio austriaco, che prese parte alla prima, seconda e terza guerra d'indipendenza italiana distinguendosi particolarmente in quest'ultima durante la battaglia di Lissa. Per il suo comportamento durante la battaglia navale con la flotta italiana fu promosso contrammiraglio, elevato al rango nobiliare di Freiherr e insignito della Croce di Cavaliere dell'Ordine militare di Maria Teresa. Tra il 1868 e il 1871 comandò una spedizione navale, composta dalla fregata Donau e dalla corvetta Erzherzog Friedrich che raggiunse il Siam, la Cina, il Giappone, e il Cile.

## Biografia

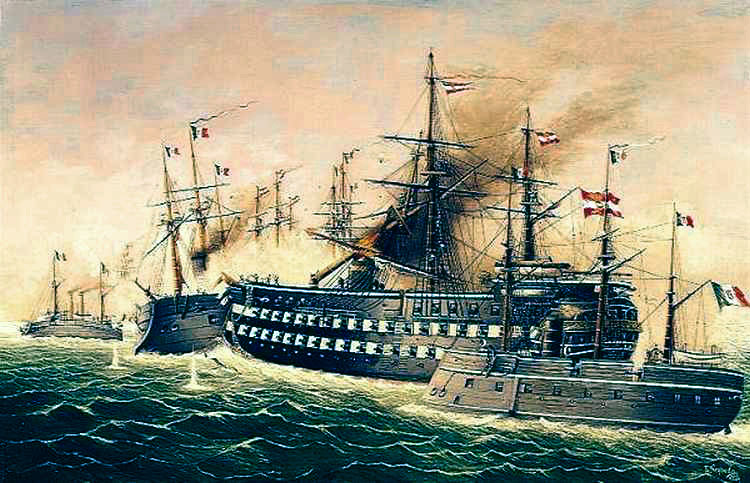
La Kaiser sperona la Re di Portogallo durante la battaglia di Lissa.

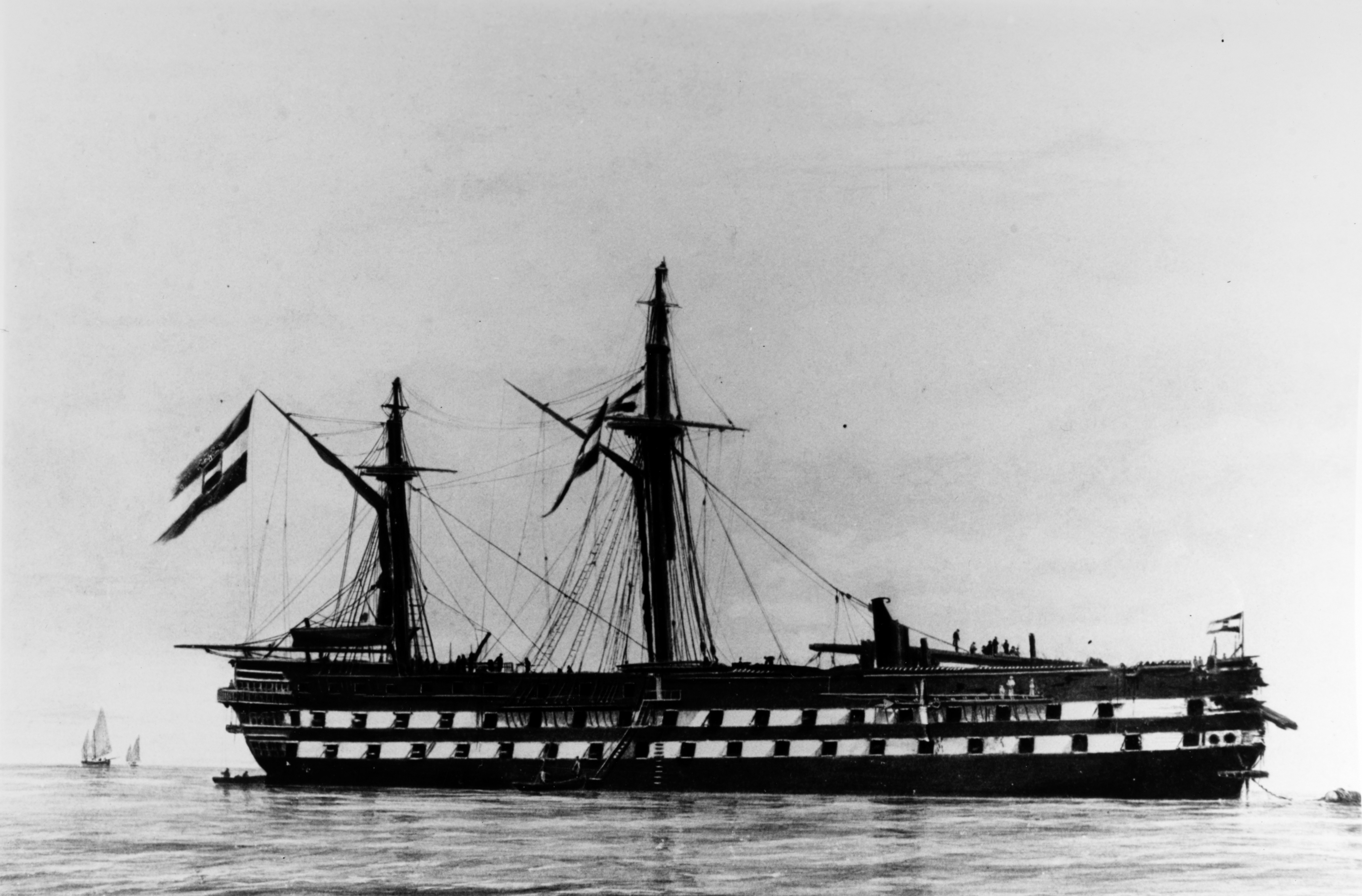
Il pirovascello Kaiser dopo la battaglia di Lissa.

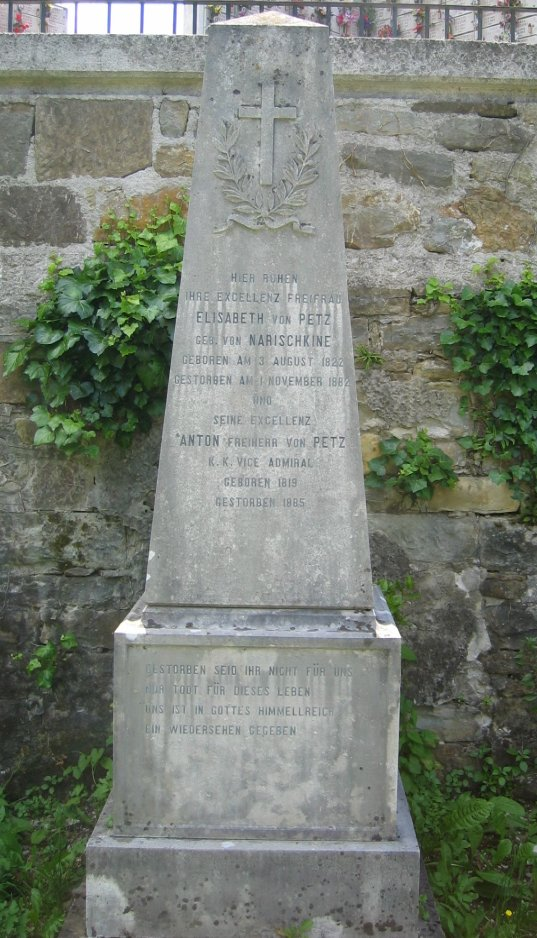
La tomba del viceammiraglio von Petz e di sua moglie presso il Cimitero militare di Trieste.

Nacque a Venitze, in Transilvania, il 21 gennaio 1819. Dopo aver conseguito la laurea presso il Collegio Navale di Venezia nel 1837, si arruolò nella k.u.k. Kriegsmarine. Partecipò alla spedizione anglo-turco-austriaca contro Mehmet Ali d'Egitto nel 1840, imbarcato sulla SMS Guerriera sotto il comando dell'Arciduca Federico Ferdinando d'Asburgo-Teschen. Durante tale spedizione prese parte al blocco di Alessandria d'Egitto, e al bombardamento di Beirut e San Giovanni d'Acri. Seguirono numerosi imbarchi su varie unità, tra cui un viaggio a bordo della fregata SMS Bellona in Gran Bretagna come aiutante dell'arciduca Federico Ferdinando nel 1842. In seguito fu per tre anni professore di matematica presso il Collegio navale, e nel 1848, durante l'Assedio di Venezia, avvenuto nel corso della prima guerra d'indipendenza italiana, fu luogotenente a bordo della SMS Vulcan. 
Negli anni successivi fu comandante di alcune  navi minori. Nel 1859, durante la seconda guerra d'indipendenza italiana, fu Direttore degli Equipaggiamenti dell'Arsenale Navale di Venezia e assistente del Comandante della Marina.
Dopo lo scoppio della terza guerra d'indipendenza italiana, con il grado di commodoro, assunse il comando della seconda divisione navale, che incorporava le navi di costruzione lignea, alzando la sua insegna sul pirovascello Kaiser. Durante la battaglia di Lissa, per proteggere alcune delle navi della sua divisione, non esitò a speronare con il Kaiser la fregata corazzata italiana Re di Portogallo  prua contro prua. 
Nella collisione il Kaiser ebbe la peggio, ritrovandosi un incendio a bordo, prua e bompresso distrutti (la polena, una statua lignea che riproduceva il Kaiser Francesco Giuseppe, rimase incastrata nello scafo della Re di Portogallo e divenne un trofeo di guerra), morti e feriti tra l'equipaggio e perdendo, per effetto di una bordata (un colpo da 250 mm e 13 da 160) tirata dalla nave italiana, anche l'albero di trinchetto, che si schiantò sul fumaiolo, ma la corazzata italiana, che manovrava a marcia indietro per poter effettuare un altro speronamento, non poté riprendere l'attacco, causa il fumo che occultò l'unità austroungarica. Evitato un ulteriore attacco portato dall'ariete corazzato Affondatore riuscì a condurre il Kaiser in salvo nel porto di San Giorgio di Lissa. Dopo l'esito vittorioso della battaglia, alla quale aveva ben contribuito, il 29 agosto 1866 fu insignito con la Croce di Cavaliere dell'Ordine militare di Maria Teresa e fu promosso konteradmiral. L'anno successivo fu elevato allo status nobiliare di freiherr.
Tra il 1 ottobre 1866 e il 27 settembre 1867 fu al comando dell'Accademia navale di Fiume, servendo come aiutante dell'ammiraglio del porto di Pola. Nel 1869 gli fu affidato il comando della spedizione navale in Asia orientale-Siam-Cina-Giappone e Sud America, che aveva fini prevalentemente economici e avrebbe dovuto servire la firma dei corrispondenti contratti commerciali con gli stati delle due regioni. Salpò da Trieste a bordo della fregata Donau, avendo al suo comando anche la corvetta Erzherzog Friedrich, il 16 ottobre 1868. Dopo aver completato l'incarico ricevuto, la spedizione ritornò in Patria all'inizio del 1871. La Donau attraversò l'Oceano Pacifico e ritornò attraverso lo Stretto di Magellano e l'Atlantico meridionale, arrivando a Pola il 1 marzo, mentre la  Erzherzog Friedrich fece rientro attraverso il Canale di Suez e raggiunse il porto di partenza il 26 gennaio. Terminò la sua carriera militare con il grado di vizeadmiral e Comandante del Distretto Marittimo di Trieste. Sposato con Elisabeth von Narischkine si spense a Trieste il 7 maggio 1885, venendo sepolto nel locale Cimitero militare.

### Annotazioni
1. ↑  La corvetta Titania, il brigantino Pylades, le corvette Minerva e Diana, il piroscafo a ruote Elisabeth, la corvetta Karolina, e le fregate Radetzky, Novara, Schwarzenberg e Venus.
2. ↑  Nata il 3 agosto 1822 a Mosca, e deceduta il 1 novembre 1882 a Trieste.

### Fonti
1. 1 2 3 4 5 6 7 8 9 10 11 12 13 14 15  Schöndorfer 1983, p. 14.
2. 1 2  Donko 2013, p. 63.
3. 1 2 3 4  Bildarchivaustria.